# Tổng giáo phận Hà Nội
Tổng giáo phận Hà Nội (tiếng Latinh: Archidioecesis Hanoiensis)  là một tổng giáo phận Công giáo ở Việt Nam, quản lý giáo dân phần lớn trung tâm Hà Nội, một phần các tỉnh Ninh Bình, Hưng Yên và Phú Thọ. Tổng diện tích lãnh thổ của tổng giáo phận này xấp xỉ 7.000 km². 
Hiện nay, tổng giáo phận được cai quản bởi Tổng giám mục Giuse Vũ Văn Thiên (từ năm 2018) và giám mục phụ tá Giuse Vũ Công Viện (từ năm 2024).

## Lịch sử hình thành

### Giai đoạn 1659 đến 1679
Trước năm 1659, đã có nhiều hoạt động truyền giáo trên lãnh thổ Đại Việt, chủ yếu do các giáo sĩ Dòng Tên thực hiện. Năm 1626, thầy cả Giuliano Baldinotti người Ý và tu huynh Julius Piani người Nhật đến kinh thành Kẻ Chợ và được chúa Trịnh Tráng cho diện kiến. Năm 1627, công cuộc truyền giáo tại Đàng Ngoài chính thức được khai mở, thầy cả Alexandre de Rhodes người Avinhon và thầy cả Pedro Marques người Bồ Đào Nha đến Kẻ Chợ vào ngày lễ Đức Mẹ Thăm viếng (2 tháng 7).
Ngày 9 tháng 9 năm 1659, Giáo hoàng Alexanđê VII phân chia Giáo phận Ma Cao, với phần lãnh thổ thuộc Đại Việt thành 2 Hạt Đại diện Tông tòa và giao cho 2 giám mục Hội Thừa sai Paris làm giám quản: 
- Hạt Đại diện Tông Tòa Đàng Trong (từ sông Gianh trở vào nam, bao gồm Cao Miên và Chiêm Thành), bổ nhiệm Giám mục hiệu tòa Bérythe Piere Lambert de la Motte làm Đại diện Tông Tòa;
- Hạt Đại diện Tông Tòa Đàng Ngoài (từ sông Gianh trở ra bắc, bao gồm Ai Lao và 5 tỉnh tây nam Trung Hoa), giao cho Giám mục hiệu tòa Heliopolis in Augustamnica Francois Pallu làm Đại diện Tông Tòa (9 tháng 9 năm 1659 đến 1679). Đây cũng là 2 giám mục tiên khởi quản lý về công việc mục vụ trên lãnh thổ Việt Nam ngày nay.

### Giai đoạn 1679 đến 1845
Năm 1678, Giáo hoàng Innôcentê XI tôn phong Thánh Giuse làm Thánh Bảo trợ Việt Nam và các nước lân cận.
Ngày 24 tháng 7 năm 1678, Tòa Thánh Rôma cho tách Hạt Đại diện Tông Tòa Đàng Ngoài thành hai Hạt đại diện Tông Tòa mới, lấy sông Hồng làm ranh giới:
- Hạt Đại diện Tông Tòa Đông Đàng Ngoài (từ sông Hồng đến các tỉnh ven biển), trao cho Giám mục François Deydier (tên Việt là Phan), Dòng thừa sai, cai quản;
- Hạt Đại diện Tông Tòa Tây Đàng Ngoài (từ sông Hồng đến biên giới Ai Lao), đặt dưới sự cai quản của:

- Giám mục Jacques de Bourges M.E.P. giai đoạn từ ngày 25 tháng 11 năm 1679 đến ngày 9 tháng 8 năm 1714.
- Giám mục Edme Bélot kế vị và cai quản đến ngày 2 tháng 1 năm 1717.
- Giám mục François-Gabriel Guisain, từ ngày 3 tháng 10 năm 1718 đến ngày 17 tháng 11 năm 1723.
- Giám mục Louis Néez, M.E.P, từ ngày 08 tháng 10 năm 1738 đến ngày 19 tháng 10 năm 1764.
- Giám mục Bertrand Reydellet, M.E.P, kế vị và cai quản đến ngày 27 tháng 7 năm 1780.
- Giám mục Jean Davoust, M.E.P, từ ngày 18 tháng 7 năm 1780 đến ngày 17 tháng 8 năm 1789.
- Giám mục Jacques-Benjamin Longer Gia, M.E.P, kế vị và cai quản đến ngày 8 tháng 2 năm 1831.
- Giám mục Joseph-Marie-Pélagie Havard Du, M.E.P, kế vị và cai quản đến ngày 5 tháng 7 năm 1838.
- Thánh Linh mục Pierre Dumoulin-Borie Cao,  M.E.P, kế vị và cai quản đến 24 tháng 11 năm 1838.
- Giám mục Pierre-André Retord Liêu, M.E.P, cai quản từ ngày 24 tháng 11 năm 1839 đến ngày 22 tháng 10 năm 1858.

### Giai đoạn 1846 đến 1894

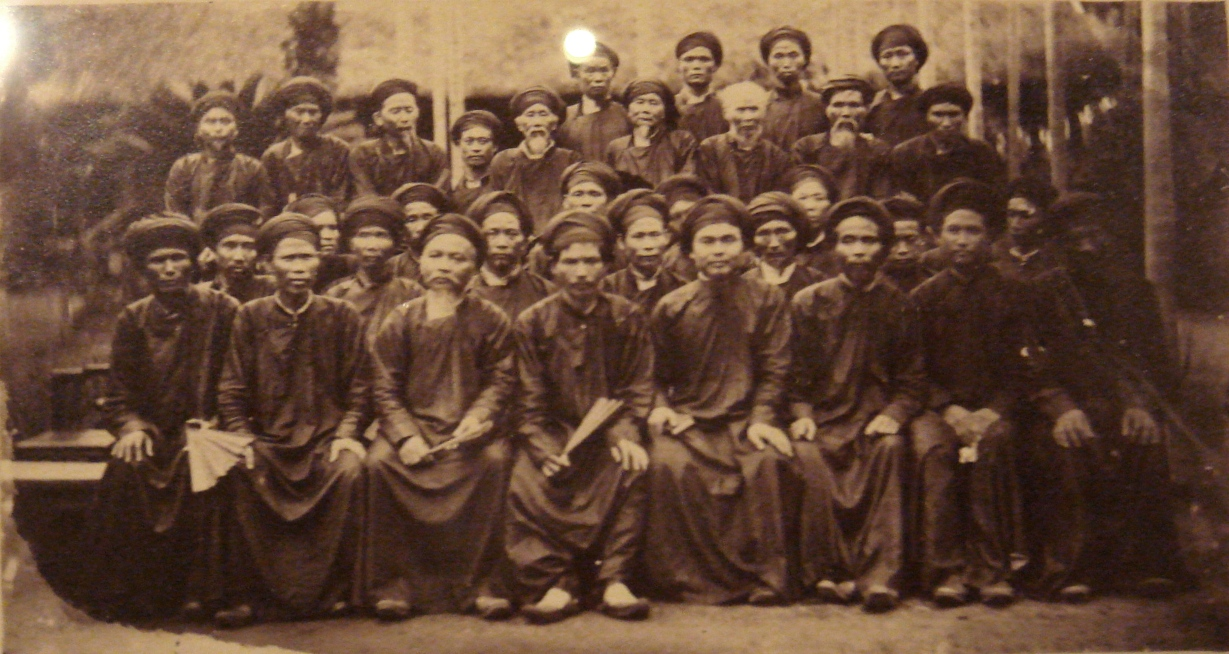
Các linh mục công giáo Bắc Kỳ thế kỷ XIX

Ngày 17 tháng 3 năm 1846, Giáo hoàng Grêgôriô XVI đã tách các giáo xứ thuộc Nghệ An, Hà Tĩnh và một phần Quảng Bình (phía Bắc sông Gianh–sông Son) của Hạt Đại diện Tông Tòa Tây Đàng Ngoài để thành lập Hạt Đại diện Tông Tòa Nam Đàng Ngoài và giao cho Giám mục Jean Denis Gauthier  (tên Việt là Ngô Gia Hậu) cai quản.

### Giai đoạn 1895 đến 1900
Ngày 15 tháng 4 năm 1895, Giáo hoàng Lêô XIII đã tách các giáo xứ thuộc Sơn Tây, Hưng Hóa và Tuyên Quang của Hạt Đại dện Tông Tòa Tây Đàng Ngoài để thành lập Hạt Đại diện Tông Tòa Đoài, còn gọi là Hạt Đại diện Tông toà Thượng du Bắc Kỳ (Tonkin Supérieur), và giao cho Giám mục Paul Marie Raymond  (tên Việt là Lộc), Dòng thừa sai, cai quản.

### Giai đoạn 1901 đến 1960
Ngày 15 tháng 4 năm 1901, Tòa Thánh tách các giáo xứ thuộc Ninh Bình và Thanh Hóa của Hạt Đại diện Tông Tòa Tây Đàng Ngoài để thành lập Hạt Đại diện Tông Tòa Duyên hải Bắc kỳ, giao cho Giám mục Jean Pierre Marcou. (tên Việt là Thành), Dòng thừa sai, cai quản.
Ngày 3 tháng 12 năm 1924, Giáo hoàng Piô XI đã cho đổi tên một loạt các Hạt Đại diện Tông Tòa tại Việt Nam theo địa bàn hành chính nơi đặt toà giám mục. Theo đó, Hạt Đại diện Tây Đàng Ngoài đổi tên thành Hạt Đại diện Tông Tòa Hà Nội. Giám mục Trịnh Như Khuê trở thành giám mục Việt Nam đầu tiên quản lý Hạt Đại diện Tông Tòa Hà Nội vào năm 1950.

### Giai đoạn 1960 đến nay: Tổng giáo phận Hà Nội
Ngày 24 tháng 11 năm 1960, Giáo hoàng Gioan XXIII cho thành lập hàng Giáo phẩm Việt Nam và chính thức nâng Hạt Đại diện Tông Tòa Hà Nội lên hàng Tổng Giáo phận đô thành, Tổng giáo phận Hà Nội. Giám mục Đại diện Tông Tòa Giuse Maria Trịnh Như Khuê được thăng Tổng giám mục đô thành Tổng giáo phận Hà Nội. Ba năm sau đó, Tổng giám mục Khuê, với sự bổ nhiệm của Tòa Thánh đã tấn phong linh mục Giuse Maria Trịnh Văn Căn làm Tổng giám mục phó. Tổng giám mục Khuê được thăng tước vị Hồng y vào năm 1976, là hồng y đầu tiên của Việt Nam. 
Sau khi Hồng y Trịnh Như Khuê qua đời vào năm 1978, Tổng giám mục phó Trịnh Văn Căn kế vị, và nhanh chóng được thăng hồng y vào năm 1979. Ông đã quản lý Tổng giáo phận Hà Nội, cùng Giám mục Phanxicô Xaviê Nguyễn Văn Sang cho đến khi đột ngột qua đời vào tháng 5 năm 1990. Tòa Thánh bổ nhiệm Giám mục Bắc Ninh Phaolô Giuse Phạm Đình Tụng làm Giám quản Tông Tòa vào tháng 6 cùng năm, cho đến khi đạt thỏa thuận với chính quyền Việt Nam, chính thức bổ nhiệm ông làm Tổng giám mục Tổng giáo phận vào ngày 23 tháng 3 năm 1994.
Cũng như hai vị tiền nhiệm, Tổng giám mục Tụng nhanh chóng được thăng tước Hồng y vào năm 1994. Hồng y Tụng đã đồng quản lý Tổng giáo phận Hà Nội với Giám mục Phaolô Lê Đắc Trọng. Hồng y Phạm Đình Tụng giữ quyền Tổng giám mục, trong khi quyền quản lý được trao cho Giám mục Lạng Sơn và Cao Bằng Giuse Ngô Quang Kiệt vào năm 2003, với vai trò Giám quản Tông Tòa. Giám mục Kiệt sau đó được thăng Tổng giám mục Hà Nội vào năm 2005. Đồng quản lý Tổng giáo phận với ông còn có Giám mục Lôrensô Chu Văn Minh, được tấn phong năm 2008.
Tổng giám mục Ngô Quang Kiệt từ chức vào năm 2010, Tổng giáo phận Hà Nội được trao cho Tổng giám mục phó Phêrô Nguyễn Văn Nhơn, người vừa nhậm chức trước đó chưa trọn một tuần lễ. Tổng giám mục Nhơn được thăng Hồng y tháng 1 năm 2015, và đã hồi hưu vào năm 2018 vì lý do tuổi tác. Tổng giám mục đương nhiệm, Giuse Vũ Văn Thiên hiện cùng quản lý Tổng giáo phận Hà Nội với Giám mục phụ tá Giuse Vũ Công Viện (tấn phong năm 2024).

## Danh sách các giáo xứ
Địa giới tổng giáo phận: phía bắc giáp giáo phận Bắc Ninh, phía nam giáp giáo phận Phát Diệm, phía đông giáp giáo phận Thái Bình và giáo phận Bùi Chu, phía tây giáp giáo phận Hưng Hóa.

### Giáo hạt Chính Tòa
Giáo hạt Chính Tòa gồm 30 giáo xứ nằm trên địa bàn các xã, phường trung tâm thành phố Hà Nội, xếp theo ABC:
1. Giáo xứ An Thái (Kẻ Bưởi) - 43/460 Thụy Khuê, phường Tây Hồ, thành phố Hà Nội
2. Giáo xứ Cát Thuế - Thôn Cát Thuế, xã An Khánh, thành phố Hà Nội
3. Giáo xứ Chính Tòa - 40 Nhà Chung, phường Hoàn Kiếm, thành phố Hà Nội
4. Giáo xứ Cổ Nhuế - 220 Cổ Nhuế, phường Đông Ngạc, thành phố Hà Nội
5. Giáo xứ Cửa Bắc - 56 Phan Đình Phùng, phường Ba Đình, thành phố Hà Nội
6. Giáo xứ Đa Minh - 1 Hoàng Hoa Thám, phường Ba Đình, thành phố Hà Nội
7. Giáo xứ Đình Quán - 60A/59 Văn Tiến Dũng, phường Phú Diễn, thành phố Hà Nội
8. Giáo xứ Đông Lao - Thôn Đông Lao, xã An Khánh, thành phố Hà Nội
9. Giáo xứ Đồng Trì - Thôn Đồng Trì, xã Thanh Trì, thành phố Hà Nội
10. Giáo xứ Giảng Võ - 766 La Thành, phường Giảng Võ, thành phố Hà Nội
11. Giáo xứ Giang Xá - Khu 3, xã Hoài Đức, thành phố Hà Nội
12. Giáo xứ Hà Đông - 1 Hoàng Hoa Thám, phường Hà Đông, thành phố Hà Nội
13. Giáo xứ Hàm Long - 21 Hàm Long, phường Cửa Nam, thành phố Hà Nội
14. Giáo xứ Hàng Bột - 162 Tôn Đức Thắng, phường Ô Chợ Dừa, thành phố Hà Nội
15. Giáo xứ Lại Yên - Thôn 3, xã Sơn Đồng, thành phố Hà Nội
16. Giáo xứ Nam Dư - 30/95 Nam Dư, phường Vĩnh Hưng, thành phố Hà Nội
17. Giáo xứ Ngọc Mạch - 357 Xuân Phương, phường Xuân Phương, thành phố Hà Nội
18. Giáo xứ Pháp Vân - 36/1333 Giải Phóng, phường Hoàng Mai, thành phố Hà Nội
19. Giáo xứ Phùng Khoang - 161 Phùng Khoang, phường Đại Mỗ, thành phố Hà Nội
20. Giáo xứ Tân Lạc - 90 Đại La, phường Bạch Mai, thành phố Hà Nội
21. Giáo xứ Thái Hà - 2/180 Nguyễn Lương Bằng, phường Đống Đa, thành phố Hà Nội
22. Giáo xứ Thịnh Liệt (Kẻ Sét) - 111 Giáp Bát, phường Tương Mai, thành phố Hà Nội
23. Giáo xứ Thượng Thụy (Kẻ Bạc) - 21/409 An Dương Vương, phường Phú Thượng, thành phố Hà Nội
24. Giáo xứ Thụy Phương - 34-36/291 Thụy Phương, phường Đông Ngạc, thành phố Hà Nội
25. Giáo xứ Thụy Ứng - Thôn Bãi Thụy, xã Đan Phượng, thành phố Hà Nội
26. Giáo xứ Trung Chí - 172 Đê Trần Khát Chân, phường Vĩnh Tuy, thành phố Hà Nội
27. Giáo xứ Vạn Phúc - Thôn 3, xã Nam Phù, thành phố Hà Nội
28. Giáo xứ Yên Duyên - 35/295 Yên Duyên, phường Hoàng Mai, thành phố Hà Nội
29. Giáo xứ Yên Lộ - 72/65 Yên Lộ, phường Yên Nghĩa, thành phố Hà Nội

### Giáo hạt Lý Nhân
Giáo hạt Lý Nhân gồm 32 giáo xứ nằm trên địa bàn các xã, phường phía bắc tỉnh Ninh Bình cùng với một phần nhỏ tỉnh Hưng Yên, xếp theo ABC:
1. Giáo xứ Bàng Ba - Thôn Bàng Ba, xã Nhân Hà, tỉnh Ninh Bình
2. Giáo xứ Cao Đường - Thôn Cao Đường, xã Bắc Lý, tỉnh Ninh Bình
3. Giáo xứ Cát Lại - Thôn Cát Lại, xã Bình Lục, tỉnh Ninh Bình
4. Giáo xứ Chợ Nội - Thôn Chợ Nội, xã Bình Lục, tỉnh Ninh Bình
5. Giáo xứ Công Xá - Thôn Công Xá, xã Vĩnh Trụ, tỉnh Ninh Bình
6. Giáo xứ Đồng Phú - Thôn Đồng Phú, xã Nam Xang, tỉnh Ninh Bình
7. Giáo xứ Đồng Yên - Thôn Đồng Yên, xã Bắc Lý, tỉnh Ninh Bình
8. Giáo xứ Dưỡng Thọ - Phường Tiên Sơn, tỉnh Ninh Bình
9. Giáo xứ Hoàng Hạ - Thôn Hoàng Hạ, phường Sơn Nam, tỉnh Hưng Yên
10. Giáo xứ Hoàng Xá - Thôn Tân Hưng, phường Sơn Nam, tỉnh Hưng Yên
11. Giáo xứ Lảnh Trì - Phường Duy Tân, tỉnh Ninh Bình
12. Giáo xứ Lý Nhân - Thôn Lý Nhân, xã Nam Lý, tỉnh Ninh Bình
13. Giáo xứ Mạc Thượng - Thôn Mạc Thượng, xã Lý Nhân, tỉnh Ninh Bình
14. Giáo xứ Mang Sơn - Phường Duy Tiên, tỉnh Ninh Bình
15. Giáo xứ Nam Xá - Thôn Nam Xá, xã Trần Thương, tỉnh Ninh Bình
16. Giáo xứ Ngô Khê - Thôn Ngô Khê, xã Bình Lục, tỉnh Ninh Bình
17. Giáo xứ Ngọc Lũ - Xã Bình An, tỉnh Ninh Bình
18. Giáo xứ Nhân Khang - Xã Vĩnh Trụ, tỉnh Ninh Bình
19. Giáo xứ Phú Đa - Thôn Phú Đa, xã Nam Xang, tỉnh Ninh Bình
20. Giáo xứ Phúc Châu - Thôn Phúc Châu, xã Lý Nhân, tỉnh Ninh Bình
21. Giáo xứ Quan Hạ - Thôn Quan Hạ, xã Lý Nhân, tỉnh Ninh Bình
22. Giáo xứ Thượng Vỹ (Khoan Vỹ) - Thôn Thượng Vỹ, xã Vĩnh Trụ, tỉnh Ninh Bình
23. Giáo xứ Trác Bút (Bút Đông) - Phường Duy Tân, tỉnh Ninh Bình
24. Giáo xứ Tràng Duệ - Thôn Tràng Duệ, xã Bình Lục, tỉnh Ninh Bình
25. Giáo xứ Trung Kỳ - Thôn Trung Kỳ, xã Nam Lý, tỉnh Ninh Bình
26. Giáo xứ Tử Thanh - Thôn Tử Thanh, xã Bình An, tỉnh Ninh Bình
27. Giáo xứ Vạn Lương - Phường Duy Tiên, tỉnh Ninh Bình
28. Giáo xứ Vạn Xá - Phường Duy Tiên, tỉnh Ninh Bình
29. Giáo xứ Vĩnh Đà (Cao Đà) - Thôn Vĩnh Đà, xã Nhân Hà, tỉnh Ninh Bình
30. Giáo xứ Vĩnh Trụ - Xã Vĩnh Trụ, tỉnh Ninh Bình
31. Giáo xứ Vũ Điện - Thôn Vũ Điện, xã Lý Nhân, tỉnh Ninh Bình
32. Giáo xứ Yên Mỹ - Phường Duy Tiên, tỉnh Ninh Bình

### Giáo hạt Mỹ Đức - Hòa Bình
Giáo hạt Mỹ Đức - Hòa Bình gồm 23 giáo xứ nằm trên địa bàn các xã phía tây nam thành phố Hà Nội và các xã phía đông tỉnh Phú Thọ, xếp theo ABC:
1. Giáo xứ Bắc Sơn - Thôn Nam Hưng, xã Mỹ Đức, thành phố Hà Nội
2. Giáo xứ Bến Cuối - Thôn Bến Cuối, xã Cao Dương, tỉnh Phú Thọ
3. Giáo xứ Đoan Nữ - Thôn Đoan Nữ, xã Hồng Sơn, thành phố Hà Nội
4. Giáo xứ Đồn Vận - Thôn Đồn Vận, xã Liên Sơn, tỉnh Phú Thọ
5. Giáo xứ Đồng Cháy - Thôn Đồng Phú, xã Cao Dương, tỉnh Phú Thọ
6. Giáo xứ Đồng Chiêm - Thôn Đồng Chiêm, xã Mỹ Đức, thành phố Hà Nội
7. Giáo xứ Đồng Gianh - Thôn Đồng Gianh, xã An Nghĩa, tỉnh Phú Thọ
8. Giáo xứ Đồng Gội - Thôn Đồng Gội, xã Lương Sơn, tỉnh Phú Thọ
9. Giáo xứ Giang Soi - Thôn Giang Soi, xã Vân Đình, thành phố Hà Nội
10. Giáo xứ Gò Mu - Thôn Gò Mu, xã Cao Dương, tỉnh Phú Thọ
11. Giáo xứ Mường Cắt - Thôn Mường Cắt, xã Nhân Nghĩa, tỉnh Phú Thọ
12. Giáo xứ Mường Đồn - Thôn Mường Đồn, xã Lạc Sơn, tỉnh Phú Thọ
13. Giáo xứ Mường Riệc - Thôn Riệc 1, xã Nhân Nghĩa, tỉnh Phú Thọ
14. Giáo xứ Mường Tre - Xã Kim Bôi, tỉnh Phú Thọ
15. Giáo xứ Nghĩa Ải - Thôn Nghĩa Ải, xã Mỹ Đức, thành phố Hà Nội
16. Giáo xứ Phúc Lâm - Xã Phúc Sơn, thành phố Hà Nội
17. Giáo xứ Sơn Lãng - Thôn Miêng Thượng, xã Ứng Thiên, thành phố Hà Nội
18. Giáo xứ Thượng Lâm - Thôn Đồng Tâm, xã Phúc Sơn, thành phố Hà Nội
19. Giáo xã Tụy Hiền - Thôn Tụy Hiền, xã Hương,Sơn, thành phố Hà Nội
20. Giáo xứ Vân Đình - Xã Vân Đình, thành phố Hà Nội
21. Giáo xứ Vạn Thắng - Thôn Vạn Thắng, xã Hương Sơn, thành phố Hà Nội
22. Giáo xứ Vụ Bản - Xã Lạc Sơn, tỉnh Phú Thọ
23. Giáo xứ Xuy Xá - Thôn Nghĩa, xã Hồng Sơn, thành phố Hà Nội

### Giáo hạt Nam Định
Giáo hạt Nam Định gồm 27 giáo xứ nằm trên địa bàn các xã, phường tỉnh Ninh Bình ở phía bắc sông Nam Định (trừ giáo xứ Khoái Đồng), xếp theo ABC:
1. Giáo xứ An Lộc (Yên Lộc) - Thôn An Lộc, xã Ý Yên, tỉnh Ninh Bình
2. Giáo xứ Bảo Long (Chân Ninh) - Phường Đông A, tỉnh Ninh Bình
3. Giáo xứ Bình Cách (Bình Thượng) - Thôn Bình Cách, xã Phong Doanh, tỉnh Ninh Bình
4. Giáo xứ Đại Lại (Kẻ Đại) - Thôn Đại Lại, xã Liên Minh, tỉnh Ninh Bình
5. Giáo xứ Đào Duyên (Đống Đất) - Thôn Đào Duyên, xã Minh Tân, tỉnh Ninh Bình
6. Giáo xứ Đồng Đội - Thôn Đồng Đội, xã Minh Tân, tỉnh Ninh Bình
7. Giáo xứ Gia Trạng (Chánh Châu) - Thôn Gia Trạng, xã Yên Cường, tỉnh Ninh Bình
8. Giáo xứ Lập Thành (Kẻ Man) - Thôn Lập Thành, xã Hiển Khánh, tỉnh Ninh Bình
9. Giáo xứ Lỗ Xá - Thôn Lỗ Xá, xã Phong Doanh, tỉnh Ninh Bình
10. Giáo xứ Nam Định - 16 Hai Bà Trưng, phường Nam Định, tỉnh Ninh Bình
11. Giáo xứ Như Thức - Phường Đông A, tỉnh Ninh Bình
12. Giáo xứ Ninh Mật - Thôn Ninh Mật, xã Ý Yên, tỉnh Ninh Bình
13. Giáo xứ Phú Ốc - Phường Đông A, tỉnh Ninh Bình
14. Giáo xứ Phú Thứ - Thôn Phú Thứ, xã Vụ BảnPhường Đông A, tỉnh Ninh Bình
15. Giáo xứ Phùng Xá - Thôn An Tĩnh, xã Vũ Dương, tỉnh Ninh Bình
16. Giáo xứ Thiện Mỹ - Thôn Thiện Mỹ, xã Vũ Dương, tỉnh Ninh Bình
17. Giáo xứ Thôi Ngôi (Kẻ Nguồi) - Thôn Thôi Ngôi, xã Yên Đồng, tỉnh Ninh Bình
18. Giáo xứ Tiên Hào - Thôn Tiên Hào, xã Liên Minh, tỉnh Ninh Bình
19. Giáo xứ Trại Mới - Phường Mỹ Lộc, tỉnh Ninh Bình
20. Giáo xứ Trình Xuyên (Kẻ Trình) - Phường Trường Thi, tỉnh Ninh Bình
21. Giáo xứ Trung Đồng - Thôn Trung Đồng, xã Ý Yên, tỉnh Ninh Bình
22. Giáo xứ Tường Loan - Phường Thiên Trường, tỉnh Ninh Bình
23. Giáo xứ Tường Loát - Thôn Tường Loát, xã Yên Đồng, tỉnh Ninh Bình
24. Giáo xứ Vạn Điểm - Xã Ý Yên, tỉnh Ninh Bình
25. Giáo xứ Vỉ Nhuế (Kẻ Nấp) - Thôn Vỉ Nhuế, xã Yên Đồng, tỉnh Ninh Bình
26. Giáo xứ Vĩnh Trị (Kẻ Vĩnh) - Thôn Vĩnh Trị, xã Yên Đồng, tỉnh Ninh Bình
27. Giáo xứ Xuân Bảng (Kẻ Báng) - Thôn Xuân Bảng, xã Vụ Bản, tỉnh Ninh Bình

### Giáo hạt Phủ Lý
Giáo hạt Phủ Lý gồm 36 giáo xứ nằm trên địa bàn các xã, phường phía tây bắc tỉnh Ninh Bình, xếp theo ABC:
1. Giáo xứ An Khoái - Thôn An Khoái, xã Thanh Bình, tỉnh Ninh Bình
2. Giáo xứ An Phú (Kẻ Tâng) - Thôn An Phú, xã Thanh Liêm, tỉnh Ninh Bình
3. Giáo xứ An Tập - Thôn An Tập, xã Bình Mỹ, tỉnh Ninh Bình
4. Giáo xứ Bích Trì (Kẻ Đầm) - Phường Liêm Tuyền, tỉnh Ninh Bình
5. Giáo xứ Bói Hạ - Thôn Bói Hạ, xã Tân Thanh, tỉnh Ninh Bình
6. Giáo xứ Bói Kênh - Thôn Bói Kênh, xã Bình Sơn, tỉnh Ninh Bình
7. Giáo xứ Bút Sơn - Phường Lý Thường Kiệt, tỉnh Ninh Bình
8. Giáo xứ Cẩm Sơn (Kẻ Non) - Xã Tân Thanh, tỉnh Ninh Bình
9. Giáo xứ Châu Thủy - Phường Phù Vân, tỉnh Ninh Bình
10. Giáo xứ Đại Phú - Phường Lê Hồ, tỉnh Ninh Bình
11. Giáo xứ Đạo Truyền - Thôn Đạo Truyền, xã Bình Mỹ, tỉnh Ninh Bình
12. Giáo xứ Đinh Đồng - Thôn Ba Làng, xã Tân Thanh, tỉnh Ninh Bình
13. Giáo xứ Đô Hai - Thôn Đô Hai, xã Bình Sơn, tỉnh Ninh Bình
14. Giáo xứ Đồng Bào - Phường Tiên Sơn, tỉnh Ninh Bình
15. Giáo xứ Động Linh - Phường Duy Hà, tỉnh Ninh Bình
16. Giáo xứ Đồng Sơn - Phường Lý Thường Kiệt, tỉnh Ninh Bình
17. Giáo xứ Hà Ngoại (Kẻ Sông) - Thôn Hà Ngoại, xã Bình Sơn, tỉnh Ninh Bình
18. Giáo xứ Hạ Trang - Thôn Hạ Trang, xã Liêm Hà, tỉnh Ninh Bình
19. Giáo xứ Hòa Trung - Phường Hà Nam, tỉnh Ninh Bình
20. Giáo xứ Khắc Cần - Thôn Khắc Cần, xã Thanh Lâm, tỉnh Ninh Bình
21. Giáo xứ Kim Bảng - Phường Phù Vân, tỉnh Ninh Bình
22. Giáo xứ Lại Xá - Phường Châu Sơn, tỉnh Ninh Bình
23. Giáo xứ Lan Mát - Phường Châu Sơn, tỉnh Ninh Bình
24. Giáo xứ Ngọc Thị - Phường Duy Hà, tỉnh Ninh Bình
25. Giáo xứ Phủ Lý - Đường Biên Hòa, phường Phủ Lý, tỉnh Ninh Bình
26. Giáo xứ Phú Lương - Phường Liêm Tuyền, tỉnh Ninh Bình
27. Giáo xứ Phù Tải - Thôn Phù Tải, xã Bình Sơn, tỉnh Ninh Bình
28. Giáo xứ Sở Kiện (Kẻ Sở) - Phường Châu Sơn, tỉnh Ninh Bình
29. Giáo xứ Tân Lang - Phường Nguyễn Úy, tỉnh Ninh Bình
30. Giáo xứ Thượng Trang - Thôn Thượng Trang, xã Liêm Hà, tỉnh Ninh Bình
31. Giáo xứ Tiêu Hạ (Đồng Chuối Hạ) - Thôn Tiêu Hạ, xã Bình Sơn, tỉnh Ninh Bình
32. Giáo xứ Tiêu Thượng (Đồng Chuối Thượng) - Thôn Tiêu Thượng, xã Bình Sơn, tỉnh Ninh Bình
33. Giáo xứ Tràng Châu - Phường Châu Sơn, tỉnh Ninh Bình
34. Giáo xứ Trung Hiếu - Thôn Trung Hiếu, xã Thanh Lâm, tỉnh Ninh Bình
35. Giáo xứ Trung Lương - Xã Bình An, tỉnh Ninh Bình
36. Giáo xứ Văn Quán - Thôn Văn Quán, xã Thanh Bình

### Giáo hạt Phú Xuyên
Giáo hạt Phú Xuyên gồm 22 giáo xứ nằm trên địa bàn các xã phía nam thành phố Hà Nội, xếp theo ABC:
1. Giáo xứ Bái Đô - Thôn Bái Đô, xã Đại Xuyên, thành phố Hà Nội
2. Giáo xứ Bái Xuyên - Thôn Bái Xuyên, xã Đại Xuyên, thành phố Hà Nội
3. Giáo xứ Cẩm Cơ - Thôn Cơ Giáo, xã Hồng Vân, thành phố Hà Nội
4. Giáo xứ Chuôn Trung - Thôn Chuôn Trung, xã Chuyên Mỹ, thành phố Hà Nội
5. Giáo xứ Chuyên Mỹ - Thôn Chuyên huyện Phú Xuyên, thành phố Hà Nội
6. Giáo xứ Cổ Liêu - Thôn Cổ Liêu, xã Đại Xuyên, thành phố Hà Nội
7. Giáo xư Đại Ơn - Phường Chương Mỹ, thành phố Hà Nội
8. Giáo xứ Hà Hồi (Kẻ Vồi) - Thôn Hà Hồi, xã Hồng Vân, thành phố Hà Nội
9. Giáo xứ Hà Thao - Thôn Hà Thao, xã Phú Xuyên, thành phố Hà Nội
10. Giáo xứ Hòa Khê - Thôn Hòa Khê, xã Đại Xuyên, thành phố Hà Nội
11. Giáo xứ Hoàng Nguyên - Thôn Hoàng Nguyên, xã Đại Xuyên, thành phố Hà Nội
12. Giáo xứ Kẻ Nghệ - Thôn Khôn Thôn, xã Phú Xuyên, thành phố Hà Nội
13. Giáo xứ La Phù - Thôn La Phù, xã Thượng Phúc, thành phố Hà Nội
14. Giáo xứ Long Đầm - Phường Duy Tân, tỉnh Ninh Bình
15. Giáo xứ Lường Xá - Thôn Lương Xá, xã Phượng Dực, thành phố Hà Nội
16. Giáo xứ Phú Mỹ - Xã Phú Xuyên, thành phố Hà Nội
17. Giáo xứ Sở Hạ - Thôn Sở Hạ, xã Hồng Vân, thành phố Hà Nội
18. Giáo xứ Tầm Khê (Chăm Hạ) - Thôn Chăm Hạ, xã Đại Xuyên, thành phố Hà Nội
19. Giáo xứ Tân Độ - Thôn Tân Độ, xã Phượng Dực, thành phố Hà Nội
20. Giáo xứ Thành Lập - Thôn Thành Lập, xã Đại Xuyên, Thành phố Hà Nội
21. Giáo xứ Thủy Trú - Thôn Thủy Trú, xã Đại Xuyên, thành phố Hà Nội
22. Trung tâm Hành hương Thánh Phêrô Lê Tùy Bằng Sở - Thôn Bằng Sở, xã Hồng Vân, thành phố Hà Nội

### Giáo hạt Thanh Oai
Giáo hạt Thanh Oai gồm 20 giáo xứ nằm trên địa bàn các xã phía tây thành phố Hà Nội, xếp theo ABC:
1. Giáo xứ An Hòa - Thôn An Hòa, xã Tốt Động, huyện Chương Mỹ, thành phố Hà Nội
2. Giáo xứ Canh Hoạch - Thôn Canh Hoạch, xã Dân Hòa, thành phố Hà Nội
3. Giáo xứ Cao Bộ - Thôn Cao Bộ, xã xã Bình Minh, thành phố Hà Nội
4. Giáo xứ Cao Mật Bến - Thôn Cao Mật Bến, xã Bình Minh, thành phố Hà Nội
5. Giáo xứ Chúc Lý - Phường Chương Mỹ, thành phố Hà Nội
6. Giáo xứ Đàn Giản - Thôn Đàn Giản, xã Tam Hưng, thành phố Hà Nội
7. Giáo xứ Gò Cáo - Xã Xuân Mai, thành phố Hà Nội
8. Giáo xứ Lam Điền - Xã Quảng Bị, thành phố Hà Nội
9. Giáo xứ Lưu Xá - Thôn Lưu Xá, xã Trần Phú, thành phố Hà Nội
10. Giáo Xứ Mỗ Xá - Thôn Mỗ Xá, xã Hòa Phú, thành phố Hà Nội
11. Giáo xứ Mỹ Hạ - Thôn Mỹ Hạ, xã Trần Phú, thành phố Hà Nội
12. Giáo xứ Mỹ Thượng - Thôn Mỹ Thượng, xã Trần Phú, thành phố Hà Nội
13. Giáo xứ Phương Trung - Xã Thanh Oai, thành phố Hà Nội
14. Giáo xứ Tân Hội - Thôn Tân Hội, xã Trần Phú, thành phố Hà Nội
15. Giáo xứ Thạch Bích - Thôn Thạch Bích, xã Bình Minh, thành phố Hà Nội
16. Giáo xứ Thanh Lãm - Phường Phú Lương, thành phố Hà Nội
17. Giáo xứ Thượng Lao - Thôn Thượng Lao, xã Quảng Bị, thành phố Hà Nội
18. Giáo xứ Trình Xá - Thôn Trình Xá, xã Thanh Oai, thành phố Hà Nội
19. Giáo xứ Từ Châu - Thôn Từ Châu, xã Dân Hòa, thành phố Hà Nội
20. Giáo xứ Yên Kiện - Thôn Yên Kiện, xã Phú Nghĩa, thành phố Hà Nội

## Các địa danh trong tổng giáo phận

### Nhà thờ chính tòa và Tòa Tổng giám mục Hà Nội
- Nhà thờ Lớn Hà Nội

### Thánh địa hành hương
- Vương cung thánh đường Sở Kiện

### Các nhà thờ và tu viện lớn
- Nhà thờ Cửa Bắc
- Nhà Thờ Thái Hà
- Nhà thờ Hàng Bột
- Nhà thờ Phùng Khoang
- Nhà thờ Hàm Long
- Nhà thờ Lớn Nam Định
- Nhà thờ Vĩnh Trị
- Nhà thờ Từ Châu

## Các đời giám mục quản nhiệm
Các đời giám mục ở giáo phận Hà Nội qua các thời kỳ được liệt kê  như sau:
| STT                                  | Tên                              | Thời gian quản nhiệm              | Ghi chú                                                       |
| Hạt Đại diện Tông tòa Đàng Ngoài     | Hạt Đại diện Tông tòa Đàng Ngoài | Hạt Đại diện Tông tòa Đàng Ngoài  | Hạt Đại diện Tông tòa Đàng Ngoài                              |
| ------------------------------------ | -------------------------------- | --------------------------------- | ------------------------------------------------------------- |
| 1 †                                  | François Pallu                   | 1658-1680                         |                                                               |
| Hạt Đại diện Tông tòa Tây Đàng Ngoài |                                  |                                   |                                                               |
| 2 †                                  | Jacques de Bourges Gia           | 1679-1714                         |                                                               |
| 3 †                                  | Edme Bélot                       | 1696-1719                         |                                                               |
| 4 †                                  | François-Gabriel Guisain         | 1718-1723                         |                                                               |
| 5 †                                  | Louis Néez                       | 1738-1764                         |                                                               |
| 6 †                                  | Louis-Marie Deveaux              | 1745-1756                         |                                                               |
| 7 †                                  | Edmond Bennetat                  | 1758-1761                         |                                                               |
| 8 †                                  | Bertrand Reydellet Bê            | 1762-1780                         |                                                               |
| 9 †                                  | Jean Davoust                     | 1771-1789                         |                                                               |
| 10 †                                 | Jacques-Benjamin Longer Gia      | 1787-1831                         |                                                               |
| 11 †                                 | Charles La Mothe Hậu             | 1793-1816                         |                                                               |
| 12 †                                 | Jean-Jacques Guérard Đoan        | 1816-1823                         |                                                               |
| 13 †                                 | Jean-François Ollivier           | 1824-1827                         |                                                               |
| 14 †                                 | Joseph-Pélagie Havard Du         | 1828-1838                         |                                                               |
| 15 †                                 | Pierre-Ursule Borie Cao          | 1836-1838                         |                                                               |
| 16 †                                 | Pierre-André Retord Liêu         | 1838-1858                         |                                                               |
| 17 †                                 | Jean-Denis Gauthier Hậu          | 1839-1846                         |                                                               |
| 18 †                                 | Charles-Hubert Jeantet Khiêm     | 1846-1866                         |                                                               |
| 19 †                                 | Joseph-Simon Theurel Chiêu       | 1859-1868                         |                                                               |
| 20 †                                 | Paul-François Puginier Phước     | 1866-1892                         |                                                               |
| 21 †                                 | Pierre-Marie Gendreau Đông       | 1887-1924                         |                                                               |
| Hạt Đại diện Tông tòa Hà Nội         |                                  |                                   |                                                               |
|                                      | Pierre-Marie Gendreau Đông       | 1924-1935                         |                                                               |
| 22 †                                 | François Chaize Thịnh            | 1925-1949                         |                                                               |
| 23 †                                 | Giuse Maria Trịnh Như Khuê       | 1950-1960                         | Giám mục người Việt đầu tiên của Hạt Đại diện Tông tòa Hà Nội |
| Tổng Giáo phận Hà Nội                |                                  |                                   |                                                               |
|                                      | Giuse Maria Trịnh Như Khuê       | 1960-1978 1976-1978               | Hồng y, Tổng giám mục tiên khởi của Tổng Giáo phận Hà Nội     |
| 24 †                                 | Giuse Maria Trịnh Văn Căn        | phó 1963-1978 1978-1990 1979-1990 | Hồng y, Tổng giám mục thứ 2 của Tổng Giáo phận Hà Nội         |
| 25 †                                 | Phanxicô Xaviê Nguyễn Văn Sang   | 1981-1990                         |                                                               |
| 26 †                                 | Phaolô Giuse Phạm Đình Tụng      | 1990-1994 1994-2005 1994-2009     | Hồng y, Tổng giám mục thứ 3 của Tổng Giáo phận Hà Nội         |
| 27 †                                 | Phaolô Lê Đắc Trọng              | 1994-2006                         |                                                               |
| 28                                   | Giuse Ngô Quang Kiệt             | 2003-2005 2005-2010               | Tổng giám mục thứ 4 của Tổng Giáo phận Hà Nội                 |
| 29 †                                 | Lôrensô Chu Văn Minh             | 2008-2019                         |                                                               |
| 30                                   | Phêrô Nguyễn Văn Nhơn            | phó 2010 2010-2018 2015-nay       | Hồng y, Tổng giám mục thứ 5 của Tổng Giáo phận Hà Nội         |
| 31                                   | Giuse Vũ Văn Thiên               | 2018-nay                          | Tổng giám mục thứ 6 của Tổng Giáo phận Hà Nội                 |
| 32                                   | Giuse Vũ Công Viện               | 2024-nay                          |                                                               |

Ghi chú:
- : Hồng y
- : Tổng giám mục (phó)
- : Giám mục phụ tá, Đại diện Tông tòa
- : Giám quản Tông tòa

## Thống kê
Đến năm 2021, trên toàn tổng giáo phận có 325.000 giáo dân trên dân số tổng cộng 8.732.000, chiếm 3,7%.
| Năm  | Dân số   | Dân số    | Dân số | Linh mục      | Linh mục       | Linh mục      | Linh mục                | Phó tế | Tu sĩ     | Tu sĩ    | Giáo xứ |
| Năm  | giáo dân | tổng cộng | %      | linh mục đoàn | linh mục triều | linh mục dòng | tỉ lệ giáo dân/linh mục | Phó tế | nam tu sĩ | nữ tu sĩ | Giáo xứ |
| ---- | -------- | --------- | ------ | ------------- | -------------- | ------------- | ----------------------- | ------ | --------- | -------- | ------- |
| 1950 | 200.000  | 2.000.000 | 10,0   | 228           | 161            | 67            | 877                     |        | 39        | 184      | 125     |
| 1963 | 157.000  | ?         | ?      | 51            | 50             | 1             | 3.078                   |        | 1         | 13       | 112     |
| 1995 | 400.000  | 6.000.000 | 6,7    | 61            | 53             | 8             | 6.557                   |        | 12        | 220      | 130     |
| 2000 | 320.000  | 6.000.000 | 5,3    | 41            | 39             | 2             | 7.804                   |        | 2         | 177      | 135     |
| 2001 | 300.000  | 6.000.000 | 5,0    | 39            | 37             | 2             | 7.692                   |        | 44        | 271      | 130     |
| 2002 | 305.000  | 6.000.000 | 5,1    | 49            | 46             | 3             | 6.224                   |        | 45        | 280      | 130     |
| 2003 | 304.000  | 6.000.000 | 5,1    | 49            | 45             | 4             | 6.204                   |        | 7         | 212      | 130     |
| 2004 | 282.886  | 5.297.339 | 5,3    | 59            | 55             | 4             | 4.794                   |        | 15        | 231      | 132     |
| 2006 | 290.754  | 5.297.339 | 5,5    | 55            | 52             | 3             | 5.286                   |        | 14        | 244      | 133     |
| 2013 | 346.000  | 5.620.000 | 6,2    | 117           | 108            | 9             | 2.957                   |        | 35        | 432      | 72      |
| 2016 | 315.764  | 8.651.000 | 3,7    | 155           | 120            | 35            | 2.037                   |        | 54        | 452      | 145     |
| 2019 | 317.560  | 8.623.680 | 3,7    | 170           | 150            | 20            | 1.868                   |        | 33        | 529      | 151     |
| 2021 | 325.000  | 8.732.000 | 3,7    | 203           | 170            | 33            | 1.600                   |        | 43        | 748      | 174     |